# Lấp Vò (xã)
Lấp Vò là một xã thuộc tỉnh Đồng Tháp, Việt Nam.

## Địa lý
Xã Lấp Vò có vị trí địa lý: 
- Phía đông giáp xã Tân Khánh Trung.
- Phía tây giáp tỉnh An Giang.
- Phía nam giáp xã Lai Vung và Hòa Long.
- Phía bắc giáp xã Mỹ An Hưng.

Xã Lấp Vò có diện tích 85,20 km², dân số năm 2025 là 73.883 người, mật độ dân số đạt 867 người/km².

## Lịch sử
Thị trấn Lấp Vò được thành lập vào năm 1994 trên cơ sở tách một phần diện tích và dân số của xã Bình Thành.
Ngày 24 tháng 11 năm 2011, Bộ Xây dựng ban hành Quyết định 999/QĐ-BXD về việc công nhận thị trấn Lấp Vò mở rộng là đô thị loại IV.
Trước ngày 16 tháng 6 năm 2025, Lấp Vò là thị trấn huyện lỵ của huyện Lấp Vò, tỉnh Đồng Tháp.
Ngày 16 tháng 6 năm 2025, Ủy ban Thường vụ Quốc hội ban hành Nghị quyết số 1663/NQ-UBTVQH15 về việc sắp xếp các đơn vị hành chính cấp xã của tỉnh Đồng Tháp năm 2025. Theo đó, sắp xếp toàn bộ diện tích tự nhiên, quy mô dân số của thị trấn Lấp Vò và các xã Bình Thành (huyện Lấp Vò), Vĩnh Thạnh và Bình Thạnh Trung thành xã mới có tên gọi là xã Lấp Vò.
Sau khi sáp nhập, xã Lấp Vò có 85,20 km² diện tích tự nhiên và dân số 73.883 người.

## Hành chính

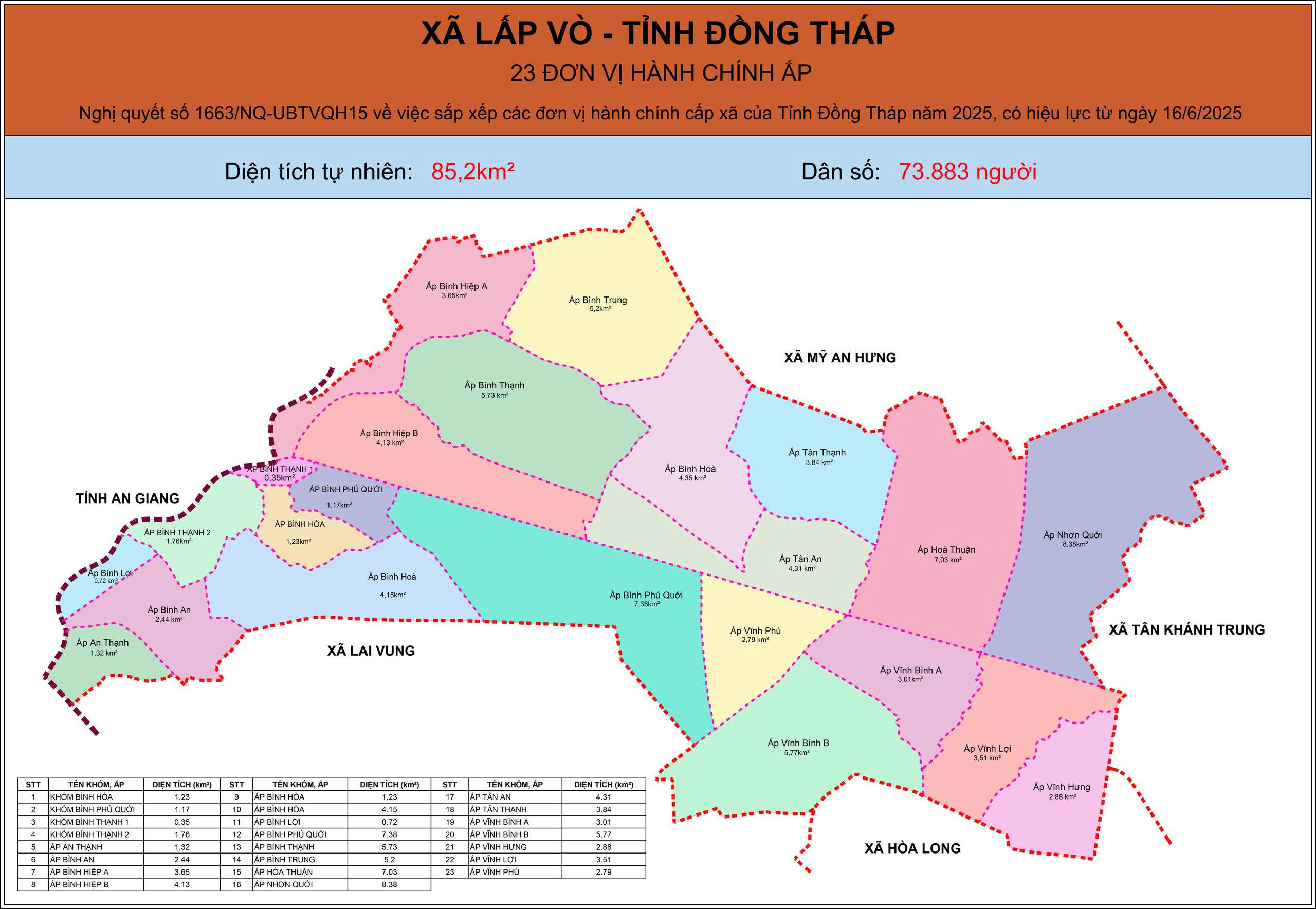
Bản đồ Hành chính xã Lấp Vò

Xã được chia thành 23 ấp như sau:

## Xã hội

### Giáo dục
- Trường Mẫu giáo thị trấn Lấp Vò
- Trường Tiểu học thị trấn Lấp Vò 1
- Trường Tiểu học thị trấn Lấp Vò 2
- Trường THCS thị trấn Lấp Vò
- Trường THPT Lấp Vò I: Đường 3/2, thị trấn Lấp Vò.

### Y tế
- Trạm y tế thị trấn Lấp Vò: Quốc lộ 80, khóm Bình Quới, thị trấn Lấp Vò.

## Giao thông
Đường bộ: Quốc lộ 80
Đường thủy: kênh Xáng Lấp Vò.
Giao thông công cộng: Tuyến xe buýt 666 (cự ly 38 km - 30 phút/chuyến) với lộ trình Bến xe thành phố Sa Đéc – Quốc lộ 80 – Bắc Vàm Cống và ngược lại.